# Palazzo delle Canoniche
El Palazzo delle Canoniche és un palau situat a la Piazza della Repubblica de Foligno (Úmbria) on hi ha el Museu diocesà de Foligno.
L'edifici, situat entre la nau i el transsepte de la catedral i l'antiga residència dels canonges, està documentat al segle xi. Va ser modificat al segle xvi i XVIII i totalment restaurat entre els anys 1923 i 1926, quan es van reobrir les velles finestres i es va completar l'edifici amb merlets. El museu mostra obres que es poden situar entre els segles XV i XVIII, amb pintures de Bartolomeo di Tommaso, Ferraù da Faenza, Cristofor Roncalli, Cesare Sermei, Noël Quillerier i Giovan Battista Michelini. També hi ha una secció d'arqueologia cristiana.